# Jaskinia Blombos

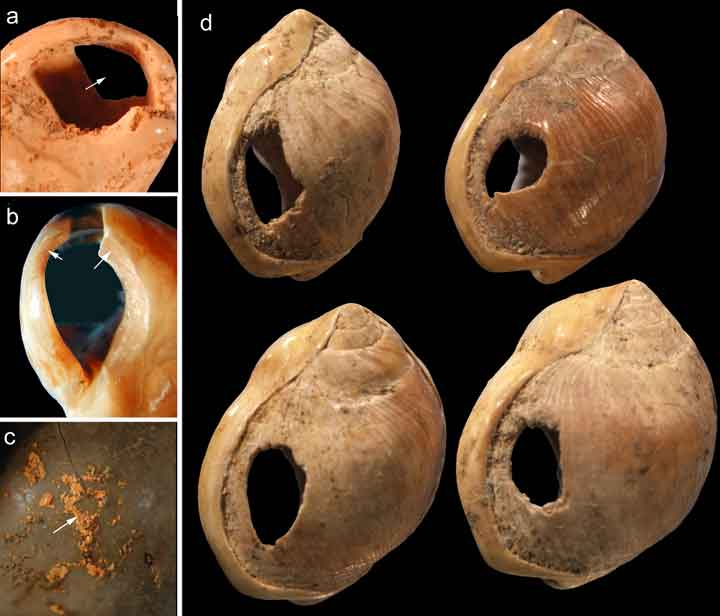
Muszle Nassarius kraussianus znalezione w jaskini Blombos, z widocznymi otworami wykonanymi narzędziem

Jaskinia Blombos – wapienna jaskinia położona na południowym wybrzeżu Republiki Południowej Afryki. Jaskinia znana jest najbardziej ze znalezisk jakich tam dokonano. W 1991 roku grupa archeologów znalazła na terenie Blombos paciorki, wykonane z 41 muszli ślimaka, liczące około 75 000 lat. W jaskini odkryto najstarszą na świecie pracownię malarską datowaną na około 100 tys. lat temu. Do produkcji barwnika wykorzystywano ochrę, którą rozrabiano i przechowywano w muszlach.